# Inventator
Un inventator este o persoană care a făcut o invenție.

## Prevederi legale
Conform legislației brevetelor de invenție din SUA un inventator este o persoană sau mai multe persoane care au contribuit la revendicările unei invenții brevetabile, conform principiului first-to-invent. În legislația altor tări ca și în Convenția europeană privind patentul (EPC) precum și în practica aplicării legislației nu exista o definiție clară pentru inventator. Definiția poate sa difere de la o țara Europeană la alta. În general în țările Europene  inventatorul nu este un criteriu pentru brevetabilitate.  
În practica legislativă din USA un inventator este acela care are un rol determinant asupra procesului inventiv și asupra punerii în practica a invenției. Atât timp cât calitatea de inventator este asociată cu revendicările din documentația de solicitare a brevetului, a ști cine este inventatorul este uneori dificil,  în conformitate cu legea.
Pot exista mai mulți inventatori dacă invenția este rezultatul muncii a mai multor persoane. Mai mulți coautori la invenție pot exista și dacă în majoritate munca a fost făcută de un inventator.
În absența unui contract sau licență inventatorul este cel care deține drepturile de proprietate asupra unui brevet acordat. Statutul de inventator determină modul în care partițiile pot beneficia de valorificarea invenției. 

### Convenția privind eliberarea brevetelor europene
În Convenția privind eliberarea brevetelor europene identificarea inventatorului pentru o invenție dată este, din punct de vedere teoretic, foarte important atât timp cat drepturile asupra unui patent European aparțin inventatorului sau succesorului legal conform principiului primul care a solicitat brevetarea (first-to-file). În practica biroul European pentru brevete de invenții nu a cercetat niciodată dacă inventator este cel ce se declară. Cel care depune documentația este considerat a fi îndreptățit să dețină drepturile asupra patentului European.
După acordarea brevetului European  trebuie să urmeze o procedura națională în fiecare țară. Competența de a judeca este determinată în acord cu protocolul de recunoaștere privind patentul European. 
În cazul în care o decizie finală a unui tribunal național prin care documentația nu îndeplinește condițiile pentru a obține un patent european se aplica prevederile articolului 62 EPC.
Spre deosebire de legea din SUA cel ce depune documentația pentru un patent European nu trebuie sa fie inventatorul. Drepturile asupra unui patent European pot fi legal transferate înainte de a fi depusă documentația ca urmare a unui contract, moșteniri sau drepturi ale angajatorului specificate de legile naționale. Inventatorul are dreptul de a fi menționat în documentația pentru patent European dar EPO nu verifica corectitudinea acestei mențiuni. Inventatorul poate renunța la drepturile lui de a fi menționat.  
Cine este inventatorul nu este important în criteriile de brevetabilitate conform legislației Europene spre deosebire de legislația SUA. Cine este inventatorul poate fi relevant în legislația Europeană doar limitat. Când divulgarea a fost făcută în interval de 6 luni înainte de data depunerii documentației pentru patentul European, divulgarea nu este luată în considerare dacă ea este urmare a  abuz evident în relațiile dintre cel ce depune si cel ce a deținut anterior drepturile. În acest caz identitatea inventatorului (care este fie cel ce depune fie cel ce a deținut anterior drepturile) poate fi de importanță vitală.

## Exemple de inventatori și invențiile lor[4]
- Charles Babbage - mașina de calculat
- Henry Bessemer - convertizorul Bessemer pentru producerea oțelului
- Valeri Brainin - dispozitive pentru studiul notelor muzicale și pentru dezvoltare ureche muzicale
- Alexandru Ciurcu - Procedeu de zbor cu reacție
- Justin Capră - aparat individual de zbor
- Henri Coandă - avionul cu reacție
- Gogu Constantinescu - sincronizatorul de tir și alte aplicații bazate pe teoria sonicității
- Gottlieb Daimler - automobilul
- Rudolf Diesel - motorul Diesel
- Lazăr Edeleanu - procedeu de rafinare a produselor petroliere cu dioxid de sulf
- Thomas Alva Edison - multiple invenții (becul electric, gramofonul etc.)
- Michael Faraday - motorul electric
- Benjamin Franklin - paratrăsnetul
- Galileo Galilei - luneta
- Johann Gutenberg - tiparul
- Conrad Haas - racheta multietajată
- Dragomir Hurmuzescu - dielectrina
- Joseph Marie Jacquard - războiul mecanic de țesut
- Nicolae Vasilescu-Karpen - pila Karpen
- Augustin Maior - telefonia multipla
- Guglielmo Marconi - radioul
- Thomas Newcomen - mașina cu abur cu vid
- Isaac Newton - telescopul
- Nikolaus August Otto - motorul cu aprindere prin scânteie
- Petrache Poenaru - stiloul
- Ernest Solvay - procedeu de producere a carbonatului de sodiu
- Nicolae Teclu - becul de gaz Teclu
- Nikola Tesla - diverse dispozitive în curent alternativ (motor, transformator, bobină etc.)
- Evangelista Torricelli - barometrul
- Alessandro Volta - pila electrică
- James Watt - motorul cu abur
- Wilbur and Orville Wright - avionul
- Ferdinand von Zeppelin - dirijabilul
- Vladimir Kosma Zworykin - tubul cinescop și camera de televiziune
- Leonardo da Vinci - diverse mașini